# Pascal Maas
Pascal Maas (Eindhoven, 16 oktober 1962) is een Nederlands voormalig voetballer en huidig voetbaltrainer. De middenvelder stond onder contract bij Eindhoven waarvoor hij tussen 1982 en 1994 in totaal 376 wedstrijden speelde, waarin hij 86 doelpunten maakte. Hij speelde daarna nog drie seizoenen voor Geldrop/AEK.
Als trainer begon als assistent-trainer bij de beloften en hoofd opleidingen bij FC Eindhoven. Bij RKSV Nuenen was Maas voor het eerst hoofdtrainer. Hij behaalde het diploma Coach Betaald Voetbal en trainde vanaf 2005 Geldrop/AEK. In 2008 keerde hij als assistent-trainer terug bij FC Eindhoven en in 2012 was hij na het ontslag van John Lammers kortstondig interim-hoofdcoach.